# Elena Lacková
Elena Lacková (rozená Elena Doktorová; 22. března 1921 Veľký Šariš – 1. ledna 2003 Košice) byla romská spisovatelka a dramatička ze Slovenska, autorka literatury pro děti a mládež a kulturní a sociální pracovnice. V roce 1970 jako první Romka ze Slovenska vystudovala vysokou školu.

## Život

diplom Eleny Lackové

Byla jediné dítě z východoslovenské romské osady poblíž Velkého Šariše, které absolvovalo obecnou i měšťanskou školu. Za druhé světové války nemohla dál studovat kvůli protiromským opatřením. Téma romského holokaustu později zpracovala do několika svých literárních děl. Během války se vdala a měla děti. O jednu osmiměsíční dceru přišla, protože neměla přístup k lékařské péči.
Snažila se o zlepšení života a společenského postavení romské komunity. V letech 1949–1951 působila jako kulturní referentka Krajského národního výboru v Prešově. Tehdejší režim ji považoval za vzor pro ostatní Romy. Jako členka Československého Červeného kříže na mezinárodním sjezdu mluvila o špatné situaci slovenských Romů.
Roku 1961 se s rodinou přestěhovala na čas do severních v Čech, kde přijala práci v kulturním středisku v Ústí nad Labem. Roku 1963 začala dálkově studovat na Karlově univerzitě obor vzdělání a výchova dospělých. Stala se první romskou ženou ze Slovenska, která absolvovala vysokoškolské studium, i když studovat začala prakticky až jako babička ve věku 42 let.
Byla aktivní ve Svazu Cikánů-Romů v Praze, který mezi lety 1969–1973 (než ho úřady zakázaly) usiloval o zlepšení postavení Romů a dělal osvětu o romské historii a kultuře.
V letech 1976–1980 pracovala v kulturním středisku v Lemešanech. Od roku 1980 žila v důchodu v Prešově a věnovala se literární tvorbě. Byla předsedkyní Kulturního sdružení Romů na Slovensku.
Byla matkou šesti dětí, z nichž dvě se nedožily dospělosti. V romské komunitě ji oslovovali také jménem Ilona.

## Dílo
Psala poezii, pohádky, povídky a divadelní hry v romštině, čímž se stala první romskou spisovatelkou na Slovensku. Publikovala i ve slovenštině.
- Horiaci cigánsky tábor (1946, divadelní hra, později pod názvem Cigánsky tábor) – Drama se zabývá tématem romského holokaustu. Napsala ho ve slovenštině po konci druhé světové války a secvičila ho s obyvateli osady. Mělo velký úspěch a hrálo se více než sto repríz po celém Československu.[2]
- Žužika (1988, rozhlasová hra) – Hru v české překladu vysílal Československý rozhlas a získala prestižní rozhlasovou cenu Prix Bohemia.[6]
- Rómske rozprávky – Romane paramisa (1992, dvojjazyčná kniha)
- Narodila jsem se pod šťastnou hvězdou (1997, vzpomínková próza) – Příběhy přibližují dějiny téměř celého 20. století z pohledu Romky, romskou kulturu i předsudky většinové společnosti. Na vydání knihy se významně podílela zakladatelka československé romistiky Milena Hübschmannová, která vyprávění zaznamenala, zpracovala a přeložila.[3] Kniha vyšla též anglicky (A false dawn, 2000), francouzsky (Je suis née sous une bonne étoile, 2000), maďarsky (Szerencsés csillagzat alatt születtem, 2001) a v dalších jazycích.
- Život vo vetre
- Mŕtvi sa nevracajú
- Primáš Bari
- Holocaust Romů v povídkách Eleny Lackové (2001, výběr povídek sestavil a přeložil Jaroslav Balvín)

## Ocenění
V roce 2001 jí udělil slovenský prezident Rudolf Schuster Řád Ľudovíta Štúra III. třídy. Byla historicky první romskou osobností, která slovenské státní vyznamenání získala. 
Roku 2000 získala od Židovského muzea v Praze medaili Chatana Sofera za umělecké zpracování romského holokaustu.